# Chidi Nwanu
Chidi Nwanu (Port Harcourt, 1967. január 1. –) nigériai válogatott labdarúgó.

## Pályafutása

### Klubcsapatban
1983-ban az Enyimba FC-ben kezdte a pályafutását. 1984 és 1985 között a Spartans, 1986 és 1989 között az ACB Lagos játékosa volt. 1990 és 1997 között Belgiumban játszott. Első csapata a KVC Westerlo volt 1989–90-ben. 1993 és 1995 között, illetve az 1996–97-es szezonban az Anderlechtben szerepelt, melynek színeiben két bajnoki címet (1993–94, 1994–95) szerzett. Az 1995–96-os idényben a Sint-Truidense együttesét erősítette. Az 1997–98-as idényben a holland RKC Waalwijkben fejezte be a pályafutását.

### A válogatottban
1988 és 1997 között 20 alkalommal szerepelt a nigériai válogatottban. Tagja volt az 1988. évi nyári olimpiai játékokon szereplő válogatott keretének és részt vett az 1994-es világbajnokságon, ahol mind a három csoportmérkőzésen és az Olaszország elleni nyolcaddöntőben is kezdőként lépett pályára.

## Sikerei, díjai
RSC Anderlecht
- Belga bajnok (2): 1993–94, 1994–95
- Belga kupagyőztes (1): 1993–94
- Belga szuperkupagyőztes (2): 1993, 1995